# Rhinolophus chiewkweeae
Rhinolophus chiewkweeae és una espècie de ratpenat de la família dels rinolòfids. Viu a la península de Malaca.

## Descripció

### Dimensions
Ratpenat de mida mitjana, amb una llargada del cap i del cos de 64,0±0,93 mm, la llargada de l'avantbraç de 56,1±0,81 mm, la llargada de la cua de 18,9±0,99 mm, la llargada del peu de 14±0,926 mm i la llargada de les orelles de 25±0,76 mm.

### Aspecte
El pelatge és llarg, dens i llanós. Les parts dorsals són marró-taronja, mentre que les parts ventrals són més clares. Les orelles són curtes, però amb un antitragus relativament gran i alt. La fulla nasal presenta una agulla ampla i triangular, un procés connectiu baix i amb el perfil semicircular, una depressió amb petites aletes a la base i l'extremitat arrodonida. La porció anterior és ampla, cobreix completament el musell i té una profunda cavitat mediana a la base. El llavi inferior té un solc longitudinal. Les membranes alars són marronoses i acoblades posteriorment a la base del turmell. La cua és llarga i inclosa completament a l'ample uropatagi. La primera premolar superior està situada al llarg de la línia alveolar.

## Biologia

### Alimentació
S'alimenta d'insectes.

## Distribució i hàbitat
Aquesta espècie és coneguda als estats malaisis de Kedah, Malaca i Johor, així com a l'illa de Langkawi.
Viu als boscos dipterocarps situats a fins a 1.276 metres d'altitud.

## Estat de conservació
Com que aquesta espècie fou descoberta fa poc, el seu estat de conservació encara no ha estat avaluat.